# José Bacigaluppi
José Bacigaluppi (nacido en Génova como Giuseppe Bacigaluppi - fallecido el 5 de octubre de 1931 en Argentina) fue el presidente del Club Atlético River Plate de 1921 a 1924 y 1928 a 1931.

## Biografía
Giuseppe (José) Bacigaluppi era genovés, al igual que muchos inmigrantes italianos en Buenos Aires.
Él se unió al club en 1907, convirtiéndose en su director supervisó la transferencia del club del barrio de La Boca a de la Recoleta.
Durante su presidencia, se desempeñó en las ligas de clubes de aficionados en el país entonces, y, en 1923, se inauguró el centro deportivo primero de la empresa, con instalaciones para diversas disciplinas. Cuando, en 1928, Antonio Zolezzi se hizo cargo de Bacigaluppi, los miembros del club había aumentado considerablemente y llegó a 15.000, de 400 en 1922.
Firmó un contrato de cinco años con opción a otros cinco más, alquilando en 500 pesos mensuales, los terrenos del Ferrocarril Pacífico ubicados en la entonces Avenida Alvear – hoy Del Libertador y Tagle. Corría el año 1922 cuando comienzan los trabajos del nuevo estadio. Acompañaban a José Bacigaluppi en la conducción del Club, su Vicepresidente : José Degrossi pero se destacaba entre los vocales un joven con un accionar pujante, personalista y nato emprendedor, su nombre era Antonio Liberti (futuro presidente del club).

## Frases
- "River no es un Club para un barrio sino para una ciudad".